# 정일사
정일사(鄭日史 또는 鄭一史, 1881년 ~ 1948년 8월 19일)는 제1차 세계 대전 당시 미국의 군인이자 일제강점기의 의학자, 교육자였다. 1946년 4월 4일부터 1947년 6월 28일까지 전라북도지사를 역임했다.
미국으로 유학, 미군에 입대하여 장교에 임관되고, 워싱턴 육군대학을 수료한 뒤 제1차 세계 대전에 미군 군의관으로 참전하였다. 1924년에 귀국, 세브란스 의학전문학교의 교수가 되었으며, 세브란스의과대학 부속병원 엑스레이 과장으로 활동하였다.
1946년 4월 4일 미군정 인사명령 제4호로 전라북도지사에 임명되었다. 그러나 1947년 6월 28일 의원면직하였다. 바로 이화여자대학교 교무처장이 되었다. 1948년 8월 19일 심장질환으로 북아현동 1-365번지 자택에서 사망하였다. 묘소는 전라북도 이리 선영이다.
| 전임 가포불지 | 제3대 미군정 전라북도지사 1946년 4월 4일 ~ 1947년 6월 28일 | 후임 박종만 (1913년) |